# Свети Николай (Родохори)
„Свети Николай“ (на гръцки: Ιερός Ναός Αγίου Νικολάου) е възрожденска православна църква в населишкото село Родохори (Радовища), Егейска Македония, Гърция, част от Сисанийската и Сятищка епархия.
Църквата е каменен еднокорабен храм. На каменен надпис отвън се чете датата 5 октомври без година, но иконата на Свети Николай носи годината 1877.